# Mot de passe (jeu vidéo)
 (novembre 2014).
Si vous disposez d'ouvrages ou d'articles de référence ou si vous connaissez des sites web de qualité traitant du thème abordé ici, merci de compléter l'article en donnant les références utiles à sa vérifiabilité et en les liant à la section « Notes et références ».
Pour les articles homonymes, voir Mot de passe (homonymie).
Dans de nombreux jeux vidéo de troisième génération (8 bits) et de quatrième génération (16 bits), un mot de passe est fourni au joueur, généralement à un moment clé tel que l'achèvement d'un niveau. Par la suite, ce mot de passe permet de revenir directement au niveau correspondant.
Avec ce système, aucune donnée n'a besoin d'être écrite dans la cartouche, vu que le mot de passe lui-même contient toutes les informations nécessaires pour reprendre la partie. Les mots de passe permettent donc de réduire les coûts de fabrication des cartouches, étant donné que l'utilisation d'une mémoire de sauvegarde nécessitait d'intégrer les composants adéquats dans chaque cartouche.

## Complexité des mots de passe
La complexité des mots de passe dépend principalement du nombre de variables à enregistrer. Dans les jeux enregistrant simplement le niveau atteint, un simple mot – ayant ou pas une signification – est suffisant. Les jeux ayant à enregistrer des données plus complexes utilisent des mots de passe sous forme de suite de caractères générée par un algorithme. Bien qu'il soit en théorie possible de sauvegarder la progression avec des mots de passe même pour les jeux les plus complexes, l'utilisation pratique serait en revanche très discutable. Dans des jeux tels que des RPG, où les statistiques, l'inventaire, la progression de chaque quête etc. doivent être enregistrés, les mots de passe feraient des centaines de caractères de long.